# Лозовое (Белогорский район)
В Амурской области в Тамбовском районе тоже есть село Лозовое.
Лозо́вое — село в Белогорском районе Амурской области, Россия.
Входит в Кустанаевский сельсовет.

## География
Село Лозовое расположено в 3 км северо-западнее от автодороги областного значения Белогорск — Благовещенск.
Село Лозовое расположено к юго-западу от районного центра города Белогорск, расстояние до центральной части города (через Пригородное) — около 38 км.
На запад от села Лозовое идёт дорога к административному центру Кустанаевского сельсовета селу Кустанаевка, западнее села проходит линия ЗабЖД Благовещенск — Белогорск.

## Население
| 2002 | 2010 | 2012 | 2013 | 2014 | 2015 | 2016 |
| ---- | ---- | ---- | ---- | ---- | ---- | ---- |
| 12   | ↗16  | ↘14  | →14  | →14  | ↘7   | →7   |
| 2017 | 2018 |      |      |      |      |      |
| ↘6   | ↘2   |      |      |      |      |      |

## Инфраструктура
- Сельскохозяйственные предприятия Белогорского района.